# Adesmus ocellatus
Adesmus ocellatus es una especie de escarabajo longicornio del género Adesmus, categorizada en la tribu Hemilophini, de la subfamilia Lamiinae. Fue descrita por Galileo & Martins en 2005.

## Descripción
Mide 10,4-11,5 mm de longitud.

## Distribución
Se distribuye por América del Sur: Ecuador y Perú.